# Zidane Charef
Zidane Charef (en arabe : زيدان الشارف) est un footballeur international algérien né le 5 février 1942 à Mostaganem. Il évoluait au poste de défenseur.
Il compte sept sélections en équipe nationale.

## Biographie
Zidane Charef reçoit sept sélections en équipe d'Algérie lors de l'année 1965.
Il joue son premier match en équipe nationale le 14 mars 1965, contre la Tunisie (nul 0-0).
En club, il réalise l'intégralité de sa carrière avec l'ES Mostaganem.

## Palmarès
ES Mostaganem
- Coupe d'Algérie :
  - Finaliste : 1962-63 et 1964-65.